# Alistair Brownlee
Alistair Edward Brownlee (Dewsbury, 23 de abril de 1988) es un deportista británico que compitió en triatlón y, ocasionalmente, en acuatlón y duatlón; bicampeón olímpico, dos veces campeón mundial en triatlón y campeón mundial en acuatlón. Su hermano menor Jonathan también es triatleta.

## Trayectoria
Participó en tres Juegos Olímpicos de Verano, obteniendo dos medallas de oro, en Londres 2012 y Río de Janeiro 2016, en la prueba masculina individual, y el decimosegundo lugar en Pekín 2008.
Ganó dos medallas de oro en el Campeonato Mundial de Triatlón, en los años 2009 y 2011, dos medallas de oro en el Campeonato Mundial de Triatlón por Relevos Mixtos, en los años 2011 y 2014, y cinco medallas en el Campeonato Europeo de Triatlón entre los años 2009 y 2019. Además, obtuvo una medalla de bronce en el Campeonato Mundial de Triatlón de Velocidad de 2011 y dos medallas de plata en el Campeonato Mundial de Ironman 70.3, en los años 2018 y 2019.
En acuatlón consiguió una medalla de oro en el Campeonato Mundial de Acuatlón de 2016 y en duatlón una medalla de bronce en el Campeonato Europeo de Duatlón de 2020.
En 2012 fue nombrado miembro de la Orden del Imperio Británico (MBE). Estudió el grado de Ciencia del Deporte y Fisiología en la Universidad de Leeds y el máster de Finanzas en la Universidad de Leeds Beckett.

## Palmarés internacional
| Juegos Olímpicos                      | Juegos Olímpicos        | Juegos Olímpicos | Juegos Olímpicos |
| Año                                   | Lugar                   | Medalla          | Prueba           |
| ------------------------------------- | ----------------------- | ---------------- | ---------------- |
| 2012                                  | Londres (Reino Unido)   | Medalla de oro   | Individual       |
| 2016                                  | Río de Janeiro (Brasil) | Medalla de oro   | Individual       |
| Campeonato Mundial                    |                         |                  |                  |
| Año                                   | Lugar                   | Medalla          | Prueba           |
| 2009                                  | Gold Coast (Australia)  | Medalla de oro   | Individual       |
| 2011                                  | Pekín (China)           | Medalla de oro   | Individual       |
| Campeonato Mundial por Relevos Mixtos |                         |                  |                  |
| Año                                   | Lugar                   | Medalla          | Prueba           |
| 2011                                  | Lausana (Suiza)         | Medalla de oro   | Relevo mixto     |
| 2014                                  | Hamburgo (Alemania)     | Medalla de oro   | Relevo mixto     |
| Campeonato Europeo                    |                         |                  |                  |
| Año                                   | Lugar                   | Medalla          | Prueba           |
| 2009                                  | Holten (Países Bajos)   | Medalla de plata | Individual       |
| 2010                                  | Athlone (Irlanda)       | Medalla de oro   | Individual       |
| 2011                                  | Pontevedra (España)     | Medalla de oro   | Individual       |
| 2014                                  | Kitzbühel (Austria)     | Medalla de oro   | Individual       |
| 2019                                  | Weert (Países Bajos)    | Medalla de oro   | Individual       |

| Campeonato Mundial | Campeonato Mundial | Campeonato Mundial | Campeonato Mundial |
| Año                | Lugar              | Medalla            | Prueba             |
| ------------------ | ------------------ | ------------------ | ------------------ |
| 2011               | Lausana (Suiza)    | Medalla de bronce  | Individual         |

| Campeonato Mundial | Campeonato Mundial             | Campeonato Mundial | Campeonato Mundial |
| Año                | Lugar                          | Medalla            | Prueba             |
| ------------------ | ------------------------------ | ------------------ | ------------------ |
| 2018               | Nelson Mandela Bay (Sudáfrica) | Medalla de plata   | Individual         |
| 2019               | Niza (Francia)                 | Medalla de plata   | Individual         |

| Campeonato Mundial | Campeonato Mundial | Campeonato Mundial | Campeonato Mundial |
| Año                | Lugar              | Medalla            | Prueba             |
| ------------------ | ------------------ | ------------------ | ------------------ |
| 2016               | Cozumel (México)   | Medalla de oro     | Individual         |

| Campeonato Europeo | Campeonato Europeo    | Campeonato Europeo | Campeonato Europeo |
| Año                | Lugar                 | Medalla            | Prueba             |
| ------------------ | --------------------- | ------------------ | ------------------ |
| 2020               | Punta Umbría (España) | Medalla de bronce  | Individual         |